# Opuntia gosseliniana

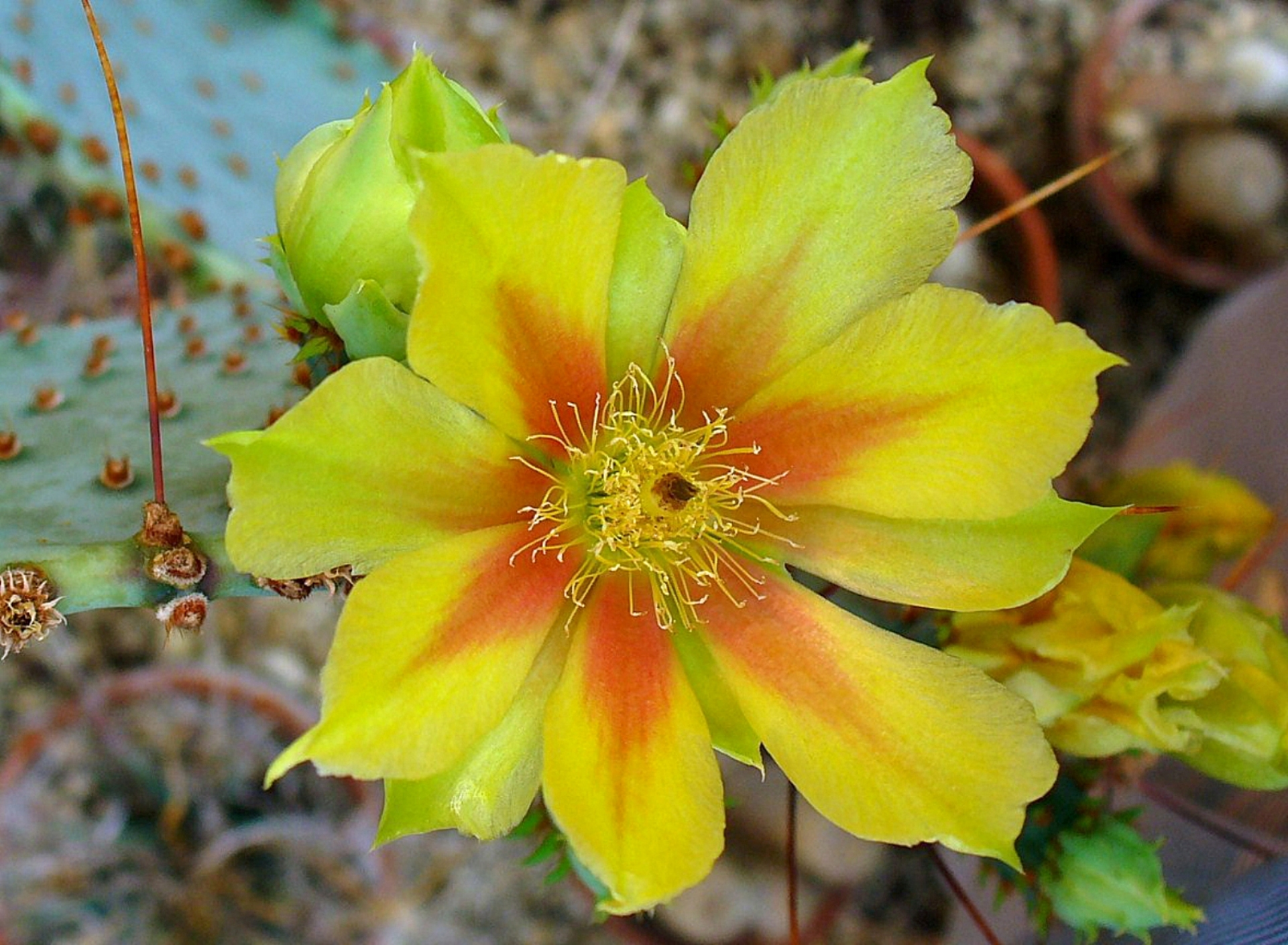
Flor.

Opuntia gosseliniana F.A.C.Weber es una especie fanerógama perteneciente a la familia Cactaceae. Es nativa de Norteamérica en México y  Arizona.

## Descripción
Opuntia gosseliniana tiene un crecimiento arbustivo, ramificado que forma grupos compactos con altura de hasta 1 metro. Los tallos de color púrpura rojizo, generalmente delgados, en forma de placas  de hasta 20 cm de largo y casi lo mismo de ancho. Las areolas están a 2 a 2,5 centímetros de distancia. Los numerosos gloquidios son de color café. Tiene una o dos espinas , que también pueden estar ausentes, están a menudo dobladas, flexibles, de color óxido rojo a amarillo o marrón. Alcanzan una longitud de 4 a 10 cm. Las flores son amarillas y alcanzan un diámetro de hasta 7,5 cm. Los frutos tienen forma de huevos sin espinas, pero lleno de numerosos gloquidios.

## Taxonomía
Opuntia gosseliniana  fue descrita por Frédéric Albert Constantin Weber y publicado en Bulletin de la Societe Nationale d'Acclimatation de France 49: 83. 1902.
Etimología
Opuntia: nombre genérico  que proviene del griego usado por Plinio el Viejo para una planta que creció alrededor de la ciudad de Opus en Grecia.

gosseliniana: epíteto otorgado en honor del botánico francés Robert Roland-Gosselin (1854–1925).
Sinonimia
- Opuntia chlorotica var. gosseliniana
- Opuntia violacea var. gosseliniana[5]